# Estádio Nelson Peixoto Feijó
O Estádio Nelson Peixoto Feijó, também chamado de Nelsão, é um estádio de futebol da cidade de Maceió, estado de Alagoas, era onde o Corinthians Alagoano jogava suas partidas.
O Estádio Nélson Peixoto Feijó possui arquibancadas cobertas e descoberta, vestiários, cabines de imprensa (rádio, jornal e TV), tribuna de honra, campo de jogo (grama esmeralda), possuindo uma das melhores drenagens do país, vestiários para as equipes profissionais e amadoras e árbitros.
No Centro de Treinamento, já utilizado por grandes clubes brasileiros e pela seleção da Colômbia, é encontrado um campo oficial, outro para futebol society, caixa de areia, paredão, garagem para ônibus, sala de fisioterapia, departamento médico, direção de futebol, sala de musculação, lavanderia e rouparia e salas da administração.
O nome do estádio é uma homenagem dos dirigentes João e Gustavo Feijó ao seu pai.

## História
Inaugurado em 22 de abril de 2001, o estádio pertence ao Corinthians Alagoano. Com a mudança de sede no clube para a cidade de Boca da Mata, no fim do ano de 2013 o local passou a ser o local de treinamento do CRB até 2016, quando ficou pronto o  CT na Barra de São Miguel.
Em 2020, o CSA alugou o estádio para treinamento de suas equipes, pois o CT do clube encontra-se dentro da área de risco do Pinheiro, Mutange e Bebedouro, bairros classificados como zonas de risco a partir das fissuras provocadas pela extração de sal-gema.